# La Tarde (Canarias)
La Tarde fue un periódico que se publicó en Santa Cruz de Tenerife entre 1927 y 1982 en horario vespertino.

## Historia
El 1 de octubre de 1927 salió a la calle el primer número del periódico La Tarde, en un momento crítico de la historia del Archipiélago pues acababa de dividirse en dos la provincia única de Canarias que tenía, hasta entonces, por capital a Santa Cruz de Tenerife. Fueron sus fundadores don Víctor Zurita Soler, don Matías Real González y don Francisco González Viera y el diario se caracterizará desde sus comienzos por una defensa de los ideales e intereses tinerfeños. 
A lo largo de sus cincuenta y cinco años de existencia trató de mantener, siempre que le fue posible, el carácter de medio de información independiente y fue un periódico pobre en recursos económicos, pero rico en iniciativas y en logros ciudadanos, tanto en la larga etapa en que fue dirigido por don Víctor Zurita como durante el tiempo en que lo dirigió Alfonso García-Ramos.
"Su objetivo prioritario fue, desde sus comienzos, la defensa de los ideales tinerfeños, en el plano regional, y la libertad y la democracia, en el general, sin sectarismos ni entreguismos de cualquier signo".
"En 1982 se dejó de publicar La Tarde, acaso, por quedar obsoleta su hora de aparición lo que, a su vez, le impidió renovar su infraestructura tecnológica y, por ende, frenar el drenaje de su clientela hacia su rival, El Día.

## Trayectoria ideológica

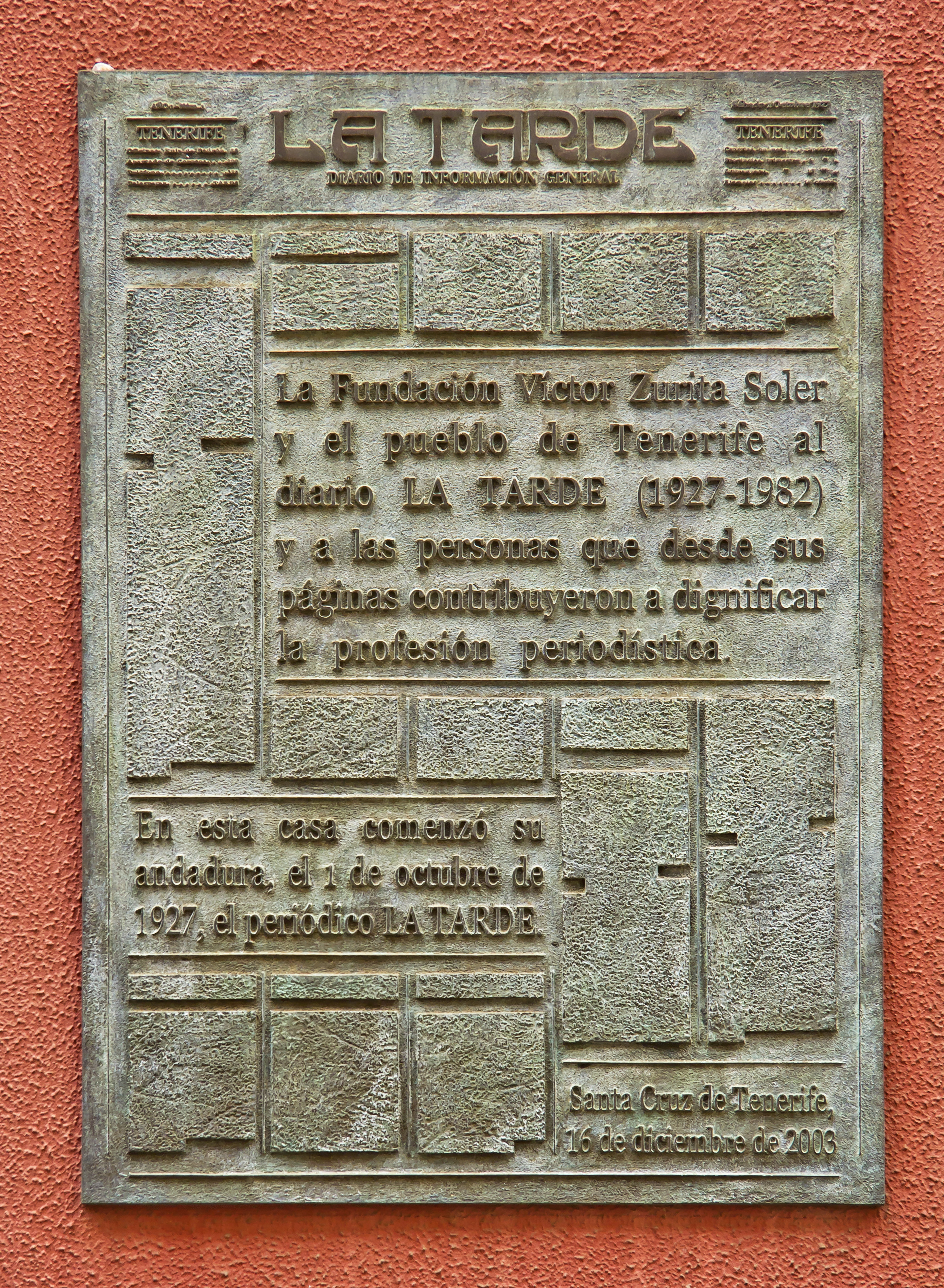
Placa conmemorativa situada en la calle Ruiz de Padrón de la capital tinerfeña.

"Se caracteriza desde un principio por su radical y feroz defensa de Tenerife: sus editoriales están dirigidos a engrandecer a la capital de la provincia occidental y al conjunto de la isla, encabezando y promocionando campañas favorables a la creación y mejora de las comunicaciones aéreas y marítimas. A lo largo de la II República no dudará en mostrarse como un diario favorable al representante de la burguesía isleña: el Partido Republicano Tinerfeño. Partidario del orden y del desarrollo económico, el periódico dirigido por Víctor Zurita se alinea pronto con los sublevados del 18 de julio de 1936".
Desde 1938 y hasta 1966, la Ley de Prensa de 1938 permitió el control de la actividad periodística mediante la censura y el establecimiento de las consignas del régimen franquista. Fue una etapa muy difícil para La Tarde -como para el resto de la prensa española- tanto por la dura censura a la que estaba sometida, como por los efectos de la crisis económica que vivía el país.
El nombramiento de Manuel Fraga Iribarne como Ministro de Información y Turismo supuso el inicio de una etapa de mayor flexibilidad y posibilitó la aprobación de una nueva Ley de Prensa en mayo de 1966. Esta ley reconocía el derecho a la información, la libertad de expresión y permitía a las empresas la elección de sus directores, así como sustituía la censura por la autocensura.
En 1974, tras la muerte de don Víctor Zurita, accedió a la dirección del periódico  Alfonso García-Ramos coincidiendo con el comienzo de un periodo de grandes cambios en la historia de España, que llevaron al país a la transición de un régimen dictatorial a otro democrático. Desde su llegada a esta dirección y hasta la muerte de Franco, Alfonso García-Ramos impulsó la defensa de los valores democráticos y una posición partidaria del cambio político. 
"Esta decidida defensa de la democracia llevó al periódico a algunas situaciones desagradables siendo la más grave la apertura de un expediente por falta de acatamiento a la Ley de Principios del Movimiento Nacional y Demás Leyes Fundamentales, de falta de respeto a las instituciones en la crítica de la acción política y administrativa por ir en contra de la seguridad del Estado. Fue la última sanción que el Ministerio de Información y Turismo impuso a una publicación canaria en virtud de la Ley de Prensa de 1966".
La Tarde contaba para ello con un numeroso conjunto de profesionales comprometidos con la sociedad isleña y que lucharon por las libertades e intereses del Archipiélago canario a través de las diferentes columnas del diario. Redactores y columnistas que trabajando o colaborando con La Tarde marcaron una referencia importante en el desarrollo de la vida social, política y económica de la isla de Tenerife: Óscar Zurita Molina, Eliseo Izquierdo, Maisa Vidal Estarriol, Vicente Borges Delgado, Francisco Pimentel, Wenceslao Pulido, Chela, Álvaro Martín Díaz “Almadi”, Rafael Lutzardo, Olga Darias, Wenceslao H. Pulido, Luis Ramos, Enrique García Ramos, Enrique Lite, Paco Pérez, José Padrón Machín, Manuel Perdomo Alfonso, Cirilo Leal Mújica, Andrés Chávez, Paco Cansino, José Manuel Pérez y Borges, Jorge Luis Carballo, Manuel Iglesias, Salvador García, Antonio Salgado, Juan Carlos “Xuancar”, Gilberto Alemán, Joaquín Reguero, Ángel Morales, José Manuel Encinoso Mena, Máximo Díaz Dorta, Antonio Nóbrega Navarro, Tomás Cruz, Antonio Bernal, Paco Dorta, Pedro González, Alberto Santana...

## La Gaceta Semanal de las Artes
Tras la guerra civil española, la actividad de difusión de la cultura que, antes del conflicto bélico, se desarrollaba a través de la prensa escrita y de revistas especializadas dejó de existir. Sólo en 1954 reaparecen las páginas de arte y literatura en la prensa tinerfeña, de la mano del grupo de intelectuales que en el decenio de los 30 fundara Gaceta de Arte; así, Domingo Pérez Minik y Pedro García Cabrera impulsan el nacimiento del suplemento Gaceta Semanal de las Artes en el diario vespertino La Tarde. Durante toda su existencia, Gaceta Semanal de las Artes fue una página muy bien valorada y estimada por La Tarde y su editor-director, pues Víctor Zurita tenía la página como una de sus mejores secciones. 
Este suplemento se mantiene hasta 1968 como el único que se edita en los medios de comunicación de Tenerife, congregando a su alrededor a artistas, literatos e intelectuales de diversas generaciones y que sólo tenían en común su oposición al régimen de Franco: en primer lugar la generación de Gaceta de Arte: Domingo Pérez Minik, Pedro García Cabrera y Eduardo Westerdahl, principalmente. Una segunda  generación correspondiente al grupo fetasiano que integran Isaac de Vega, Rafael Arozarena, Antonio Bermejo, Carlos Pinto Grote, y a los que hay que unir a Julio Tovar, Enrique Lite, Miguel Tarquis, Pedro González y otros. Por último, está la generación de colaboradores que daría lugar, en los años 70, a lo que se ha denominado boom de la literatura canaria, como Luis Alemany, Juan Cruz Ruiz, Emilio Sánchez Ortiz, Arturo Maccanti, Alberto Omar y otros. A estos nombres habría que unir, además, colaboradores más difíciles de integrar en un grupo, como Elfidio Alonso Quintero, Francisco Pimentel,  Tomás Eladio Quintero, Felipe Padrón Sanabria, Nivaria Tejera, Ángel Acosta, José María de la Rosa, Francisco Lezcano, Cipriano Acosta, Pedro Lezcano y Lázaro Santana, por citar algunos nombres. 
Como se puede apreciar, una amplia relación de colaboradores, en modo alguno agotada, por lo que se puede afirmar que Gaceta Semanal de las Artes, durante toda su existencia la única sección cultural de la prensa de Tenerife, aglutinó en torno a sí a todas las personas con inquietudes artísticas o literarias, tuvieran o no una trayectoria previa que las avalara".

## Directores
- Víctor Zurita Soler (1927-1974)[5]
- Alfonso García-Ramos (1974-1980)[5]
- Óscar Zurita Molina (1980-1982)[5]